# Nentershausen (Hessen)
Nentershausen (Hessen) este o comună din landul Hessa, Germania.
1. ↑  Gildas Dubaele (23 mai 2018), Vieux-Berquin : le jumelage entre pompiers pourrait être relancé avec l’Allemagne (în franceză), La Voix du Nord[*]
2. ↑  Alle politisch selbständigen Gemeinden mit ausgewählten Merkmalen am 31.12.2018 (4. Quartal) (în germană), Statistisches Bundesamt[*], arhivat din original la 10 martie 2019, accesat în 10 martie 2019